# 셀카봉

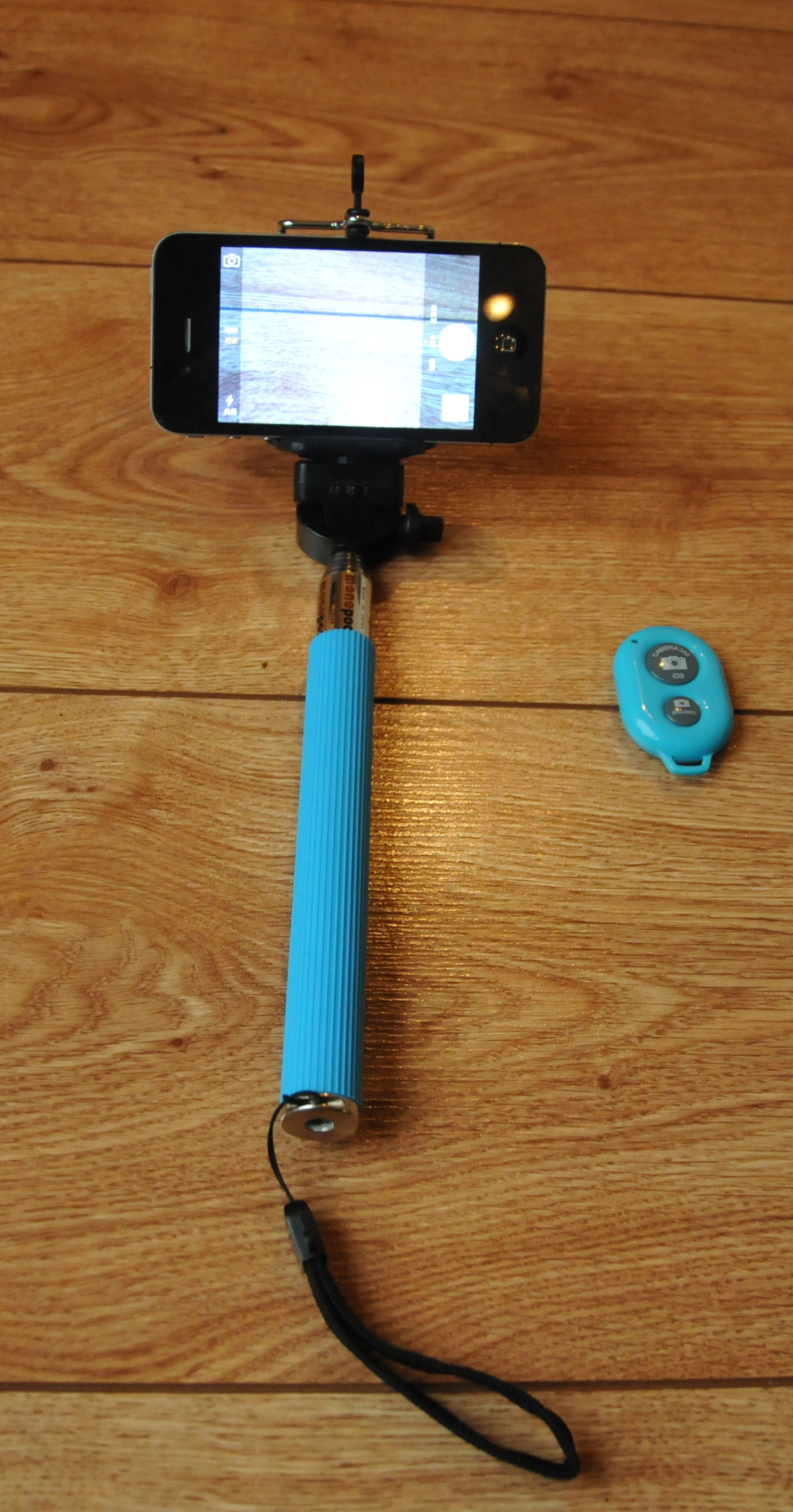
셀카봉

셀카봉 또는 셀피 스틱(영어: selfie stick)은 스마트폰이나 사진기를 일반적인 어깨 너머로 위치를 잡고 셀카를 찍기 위한 모노포드이다. 금속 막대는 일반적으로 확장이 가능하며, 한쪽 끝에 손잡이가 있고 다른 쪽 끝에 전화를 고정시키는 조절 가능한 클램프가 있다. 일부는 원격 또는 블루투스 조정기가 있어서 사용자가 사진을 찍는 것을 결정할 수 있으며, 사진기를 위해 설계된 모델들은 뷰스크린 뒤에 거울이 있다. 사진기를 땅 위에 세우는 모노포드와 달리, 셀카봉의 암은 사진기의 반대쪽 끝자리가 두껍고 튼튼하기 때문에 하늘 높이 들었을 때 그립감과 균형감이 좋다. 안전에 대한 염려와 제품이 다른 사람들에게 미치는 불편함으로 인해 디즈니 파크 전체, 유니버설 올랜도, 유니버설 스튜디오 할리우드를 포함한 수많은 장소에서 사용을 금지하게 되었다.

## 역사
가정에서 만든 셀카봉은 1925년 초로 거슬러 올라간다. 그 해에 찍은 사진은 한 남자가 자기 자신과 아내의 사진을 찍은 모습을 보여준다. 그 시기의 아마추어 박스 카메라는 어깨 길이에 놓고 자기 자신을 찍을 때 초점을 맞출 수 없었으므로 사진가가 케이블이나 막대와 같은 원격 셔터 장치를 사용해야 했다.
비슷한 도구가 모노팟으로 1980년대에 카메라를 달아 찍을 수 있는 도구가 최초로 발명되었지만 카메라가 무겁고 사용이 불편하여 널리 보급되지는 않았다(일본:코니카 미놀타). 그러다 2014년에 모노팟에 스마트폰의 셀카 가능을 융합해 제작되어 대한민국에서 크게 유행하게 되었고 이후 외국으로도 퍼져나갔다.
2014년 11월 4일 구글의 에릭 슈밋 회장은 중화민국에서 열린 '구글 모바일 퍼스트 월드 콘퍼런스'에 참석해서 "요새 구글 트렌드를 보면 셀카봉이 유행이다...셀카봉은 아시아가 모바일 문화의 많은 부분에서 서양보다 앞서가고 있음을 보여주는 사례이다."라고 발언했다. 셀카봉이 스마트폰이 낳은 최고의 발명품이라는 평가도 있다.

## 사진

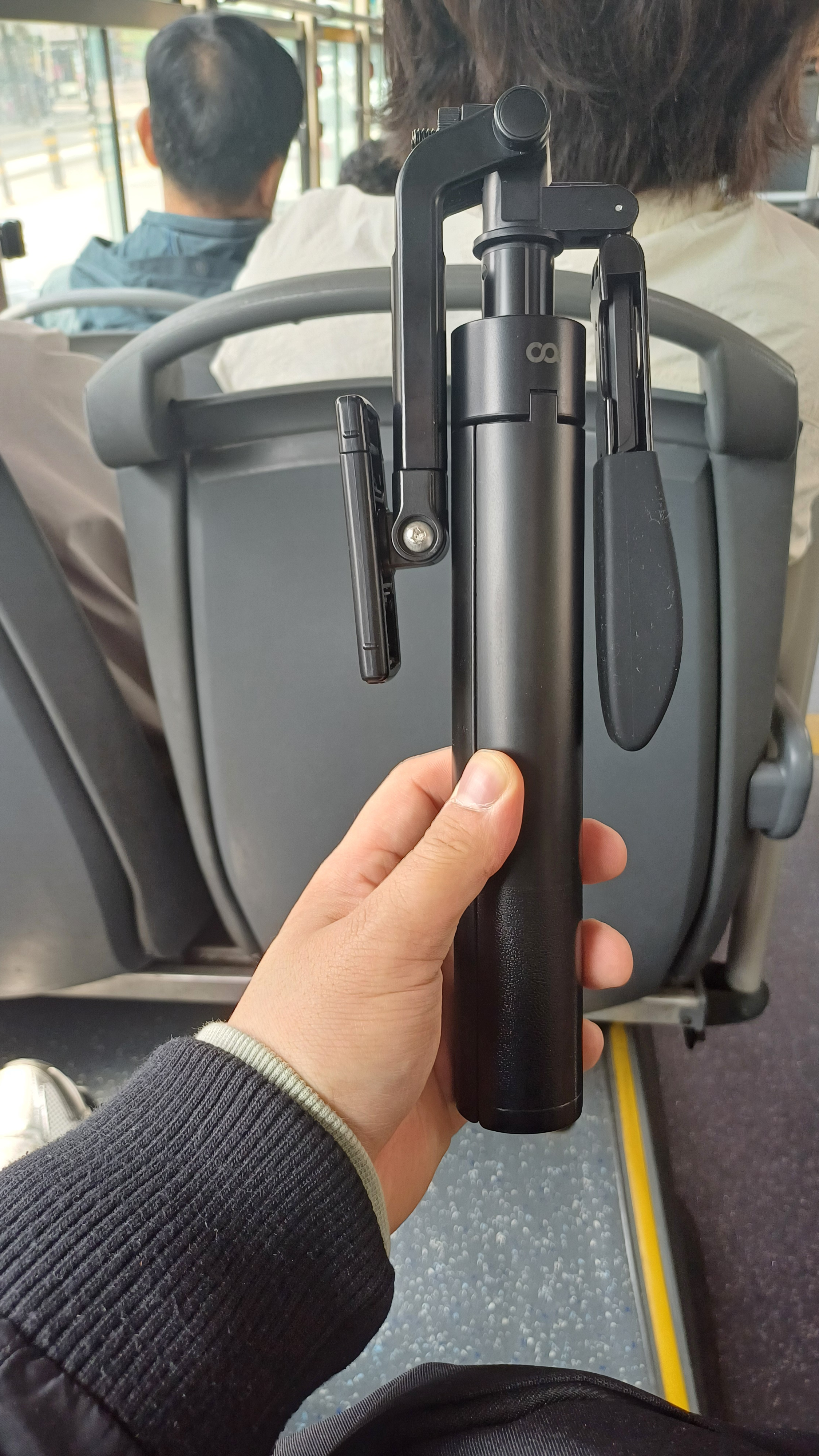
블루투스 셀카봉(거치대)

## 같이 보기
- 스마트폰
- 셀프카메라
- 컴팩트 카메라
- 코니카 미놀타